# Romance (Yacht)
Die Romance ist eine deutsche Kreuzer-Rennyacht, die von dem Schiffbauingenieur und Yachtkonstrukteur Paul Böhling entworfen und 1950/51 auf seiner Werft in Hamburg-Harburg gebaut wurde. Sie segelt unter deutscher Flagge mit Heimathafen Hamburg und hat seit 1951 über 50.000 Seemeilen zurückgelegt.

## Konstruktion
Die hochseetaugliche Yacht wurde als hochgetakelter Ketsch-Langkieler mit einer Länge von 15,24 m über alles (Lüa), in V-Spant-Form mit Spitzgatter-Heck und Löffel-Bug sowie positivem Decksprung nach Fertigstellung im Juni 1951 zu Wasser gelassen. Der Decksprung, also die Seitenansicht des Schiffes, ist gängiger Ausdruck „klassischer Linien“ im Segelyachtbau und unterstreicht die elegante Erscheinung der Segelyacht.
Paul Böhling konstruierte die als Ursula II gebaute Yacht für den möglichen Regattaeinsatz nach der ab 1949 in Deutschland geltenden Kreuzer-Renn-Vermessungsformel (KR) als KR-10-Yacht wie auch für den internationalen sportlichen Einsatz nach der Royal-Ocean-Racing-Club-Formel (RORC).
Der Siemens-Martin-Stahlrumpf wurde zu Gunsten des Gewichts und des geringeren Fahrt-Widerstandes, anstatt ihn nach gängiger Methode zu nieten, vollverschweißt und alle Nähte wurden egalisiert. Das Verfahren galt 1950 im privaten Yachtbau noch als Novum.
Das Deck (Stabdeck) und die Aufbauten (Vollholz) wurden aus Teakholz hergestellt, Masten und Bäume aus nordischer Fichte, Wantenspanner und Beschläge aus Bronze. Wanten und Stagen bestehen aus Nirosta-Stahl.

## Geschichte
Die 50-Fuß-Yacht Ursula II wurde vom Transportunternehmer Heinrich Peill aus Stade bei der frisch gegründeten Böhling Yacht- und Bootswerft in Hamburg-Harburg an der Elbe in Auftrag gegeben und von Paul Böhling individuell konstruiert und gebaut. Heinrich Peill, selber aus der Berufsschifffahrt kommend und ambitionierter Sportsegler, stand zur Zeit der Auftragsvergabe in den Abschlussverhandlungen des Verkaufes seines Omnibus-Streckenbetriebes der ehemaligen Kehdinger Kreisbahn an die Deutsche Bundespost und stellte sich eine komfortable, klassische Hochseeyacht vor, die zusätzlich im Regattaeinsatz zu segeln sein sollte.
Für Paul Böhling war dieser Auftrag nicht nur der substanzielle Anschub für den weiteren Aufbau seiner Werft, sondern auch ein Projekt mit hohem Prestigewert, und sein gesamtes Wissen und Können floss in diesen Yachtbau (Bauzeit 1950–1951) ein. Am 20. Oktober 1950 wurde die erste selbst konstruierte und gebaute Böhling–Kreuzer–Rennyacht auf Kiel gelegt und im Juni 1951 wurde sie mit dem Taufnamen Ursula II zu Wasser gelassen. Da dies nur mit Hilfe eines Schwimmkranes zu bewerkstelligen war, thematisierte die ortsansässige Presse das Ereignis redaktionell und mit Bild als Stapelflug bei Paul Böhling. Ende Juni desselben Jahres fanden bereits die Trimmfahrten auf der Elbe statt und im Juli führte die Jungfernfahrt die Segelyacht erfolgreich bis in den Großen Belt.
Ein Jahr später verkaufte Heinrich Peill aus wirtschaftlichen Gründen die Yacht an den Münchner Ingenieur und Patentanwalt Egon Prinz, der sie in Barbara IV umbenannte. Die hauptsächlichen Liegeplätze waren zu der Zeit in Travemünde (Sommer) und Hamburg (Winter).
Altersgründe bewegten Prinz 1989 zum Verkauf an eine fünfköpfige Hamburger Eignergemeinschaft. Seit 1990 segelt die Yacht unter dem registrierten Schiffsnamen Romance. 1995 wechselte die Romance abermals den Besitzer. Der neue Eigner ließ sie mit einem Schwertransport über den Landweg in den Hafen von La Rochelle verlegen. Von dort aus führte der Weg der Kreuzer-Rennyacht auf dem Seeweg über die Biskaya durch die Straße von Gibraltar bis ins östliche Mittelmeer, wo sie fünf Jahre lang im Chartergeschäft fuhr.
Im Jahr 2002 kaufte ein Hamburger Werbekaufmann die Romance und führte zwischen 2005 und 2012 ein Refit an der klassischen Yacht durch.